# 신 보디

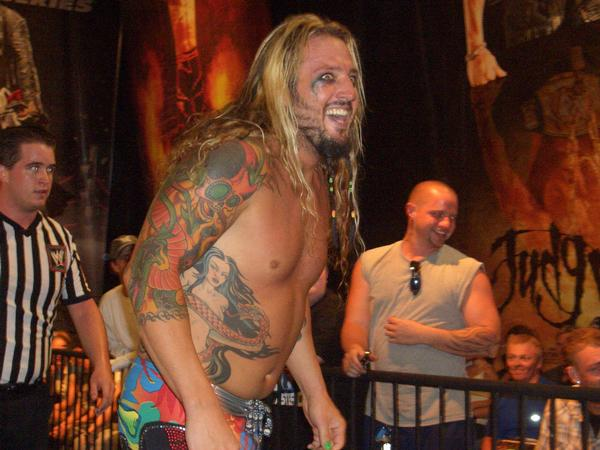
FCW에서의 키자니

키자니(Nicholas "Nick" Cvjetkovich, 1973년 8월 29일 ~ )는 캐나다 출생의 프로레슬러이며, 2000년 프로레슬링에 입문했다.

## 키자니의 삶
키자니는 고등학교때 에지와 크리스챤과 친했으며 제이크 로버츠등 유명한 선수에거 트레이닝을 받고 2000년 프로레슬링 입문한다.

## 수상
- ACW 헤비웨이트 챔피언 1회
- IWR 태그팀 챔피언 1회 - 엘비스 엘리어트
- NWA 블루그레스 헤비웨이트 챔피언 1회
- UCW 헤비웨이트 챔피언 1회
- SEW 월드 헤비웨이트 챔피언 5회
- SEW 인세인 챔피언 3회
- SEW 태그팀 챔피언 1회 - 맷 프라이스